# ProFem – centrum pro oběti domácího a sexuálního násilí
proFem – centrum pro oběti domácího a sexuálního násilí, o.p.s. je česká nevládní nezisková organizace usilující o zlepšení situace v oblasti domácího a sexuálního násilí. Obětem tohoto násilí poskytuje pomoc a podporu formou odborného právního a sociálního poradenství. Zaměřuje se také na prevenci a vzdělávání, pořádá osvětové akce a realizuje politický a legislativní lobbying.

## Historie a současnost
Organizace byla zaregistrována v únoru 1994 jako konzultační středisko, podporující nové ženské projekty v Česku a v dalších postsocialistických zemích střední Evropy. Postupně se však koncentrovala na rozvíjení vlastních aktivit.
Roku 1998 organizace zahájila projekt AdvoCats for Women, nabízející právní poradenství ženám stiženým různými formami násilí. V roce 2013 získal tým AdvoCats registraci Ministerstva spravedlnosti pro poskytování právních informací obětem trestné činnosti.
V současnosti proFem poskytuje pomoc v Praze a v intervenčních centrech v Benešově, v Berouně a v Příbrami, kde provozuje také poradnu Na Dosah. Vedle osobních konzultací je k dispozici telefonní linka právní pomoci ženám, obětem domácího násilí, internetové a chatové poradenství.
proFem je součástí České ženské lobby, na mezinárodní úrovni figuruje v síti WAVE (Women Against Violence Europe). Má také své zastoupení ve Výboru pro prevenci domácího násilí a násilí na ženách při Radě Vlády pro rovné příležitosti žen a mužů.